# Eulophus orsinus
Eulophus orsinus är en stekelart som beskrevs av Walker 1839. Eulophus orsinus ingår i släktet Eulophus och familjen finglanssteklar. Inga underarter finns listade i Catalogue of Life.